# Georg Lankensperger
Georg Lankensperger (31. března 1779, Marktl am Inn – 11. července 1847) byl německý vynálezce řídicího ústrojí s rejdovými čepy.
Lankenspergerův vynález z roku 1816 byl původně určen pro konstrukci kočárů tažených koňmi. Jeho princip se však u osobních i nákladních automobilů používá dodnes.

## Zajímavost
Georg Lankensperger se narodil v bavorském městě Marktl ve stejném domě jako papež Benedikt XVI.

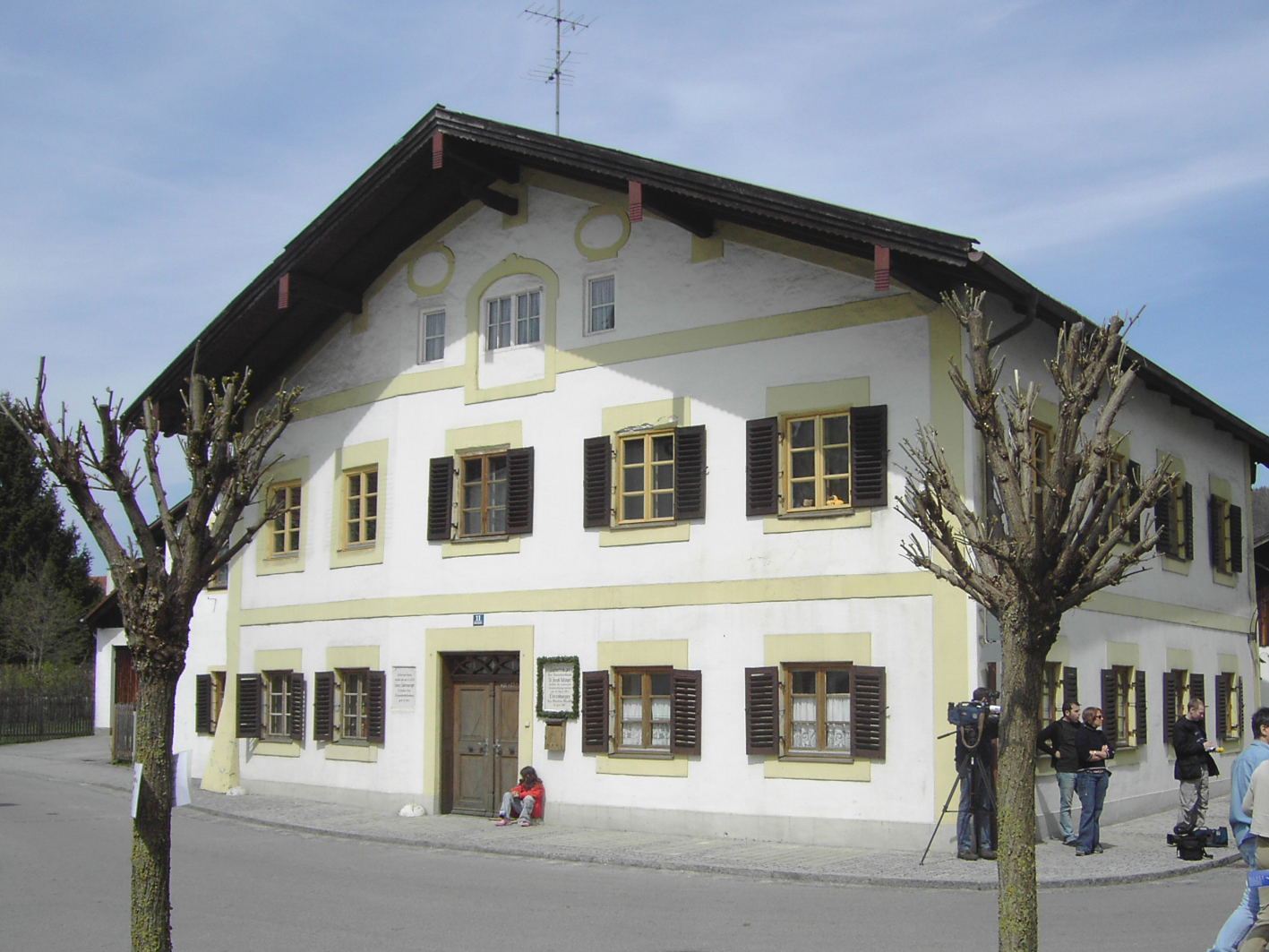
Lankenspergerův rodný dům
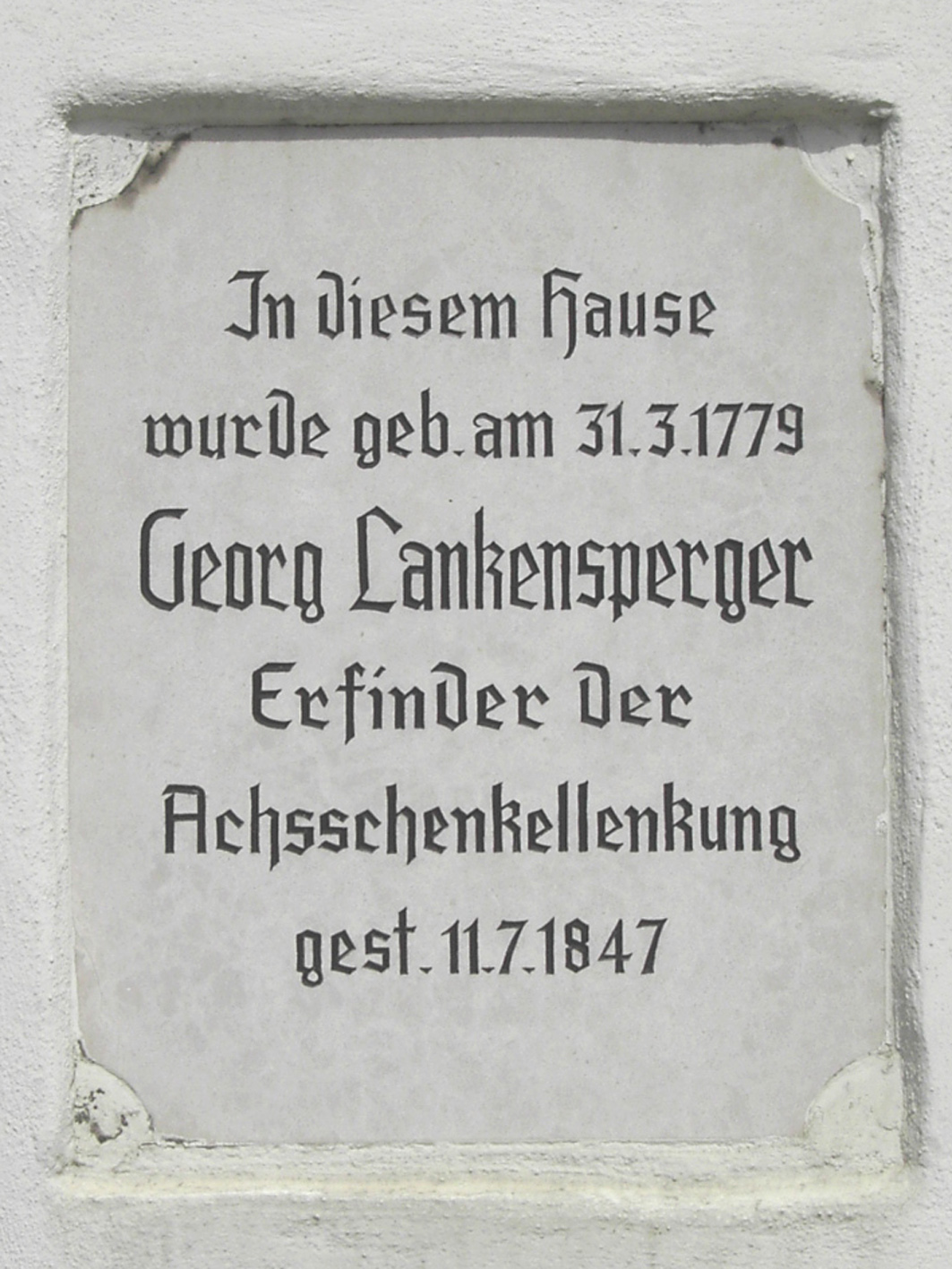
Pamětní deska na rodném domě